# Grande Prêmio da França de 2008
Resultados do Grande Prêmio da França de Fórmula 1 realizado em Magny-Cours em 22 de junho de 2008. Oitava etapa do campeonato, foi vencido pelo brasileiro Felipe Massa, que subiu ao pódio junto a Kimi Räikkönen numa dobradinha da Ferrari, com Jarno Trulli em terceiro pela Toyota.

## Resumo
Felipe Massa tornou-se o líder na classificação geral do mundial, algo que não ocorria com um brasileiro desde Ayrton Senna em 1993, foi também a primeira vitória de um brasileiro no circuito de Magny Cours, antes apenas Nelson Piquet havia vencido o GP da França, em 1985, quando era disputado no circuito de Paul Ricard.
A corrida ficou marcada também pelo fato de que sempre que um piloto faz uma pole histórica para a equipe Ferrari, acaba não vencendo a corrida, foi assim com Jacky Ickx quando marcou a de número 50 em 1970, Patrick Tambay que fez a 100ª em 1983, também com o heptacampeão Michael Schumacher que marcou a de número 150 em 2002 e nessa prova com Kimi Raikkonen, que fez a pole 200ª da Ferrari e ficou em segundo lugar depois de estar liderando a corrida, mas perdeu rendimento do carro devido a um problema no escapamento. A pole de número um da Ferrari foi feita pelo argentino José Froilán González no Grande Prêmio da Grã-Bretanha de 1951, onde venceu a prova.
Tal como no ano anterior, a Ferrari liderou todas as voltas da corrida e venceu, apenas invertendo a dobradinha no pódio.

## Classificação da prova

### Treinos classificatórios
| Pos.   | Nº | Piloto               | Equipe              | Q1       | Q2       | Q3       | Grid | Notas      |
| ------ | -- | -------------------- | ------------------- | -------- | -------- | -------- | ---- | ---------- |
| 1      | 1  | Kimi Räikkönen       | Ferrari             | 1:15.133 | 1:15.161 | 1:16.449 | 1    |            |
| 2      | 2  | Felipe Massa         | Ferrari             | 1:15.024 | 1:15.041 | 1:16.490 | 2    |            |
| 3      | 22 | Lewis Hamilton       | McLaren-Mercedes    | 1:15.634 | 1:15.293 | 1:16.693 | 13   | [ nota 2 ] |
| 4      | 5  | Fernando Alonso      | Renault             | 1:15.754 | 1:15.483 | 1:16.840 | 3    |            |
| 5      | 11 | Jarno Trulli         | Toyota              | 1:15.521 | 1:15.362 | 1:16.920 | 4    |            |
| 6      | 23 | Heikki Kovalainen    | McLaren-Mercedes    | 1:15.965 | 1:15.639 | 1:16.944 | 10   | [ nota 3 ] |
| 7      | 4  | Robert Kubica        | BMW Sauber          | 1:15.687 | 1:15.723 | 1:17.037 | 5    |            |
| 8      | 10 | Mark Webber          | Red Bull-Renault    | 1:16.020 | 1:15.488 | 1:17.233 | 6    |            |
| 9      | 9  | David Coulthard      | Red Bull-Renault    | 1:15.802 | 1:15.654 | 1:17.426 | 7    |            |
| 10     | 12 | Timo Glock           | Toyota              | 1:15.727 | 1:15.558 | 1:17.596 | 8    |            |
| 11     | 6  | Nelson Piquet Jr.    | Renault             | 1:15.848 | 1:15.770 |          | 9    |            |
| 12     | 3  | Nick Heidfeld        | BMW Sauber          | 1:16.006 | 1:15.786 |          | 11   |            |
| 13     | 15 | Sebastian Vettel     | Toro Rosso-Ferrari  | 1:15.918 | 1:15.816 |          | 12   |            |
| 14     | 14 | Sébastien Bourdais   | Toro Rosso-Ferrari  | 1:16.072 | 1:16.045 |          | 14   |            |
| 15     | 7  | Nico Rosberg         | Williams-Toyota     | 1:16.085 | 1:16.235 |          | 19   | [ nota 2 ] |
| 16     | 8  | Kazuki Nakajima      | Williams-Toyota     | 1:16.243 |          |          | 15   |            |
| 17     | 16 | Jenson Button        | Honda               | 1:16.306 |          |          | 16   |            |
| 18     | 17 | Rubens Barrichello   | Honda               | 1:16.330 |          |          | 20   | [ nota 4 ] |
| 19     | 21 | Giancarlo Fisichella | Force India-Ferrari | 1:16.971 |          |          | 17   |            |
| 20     | 20 | Adrian Sutil         | Force India-Ferrari | 1:17.053 |          |          | 18   |            |
| Fonte: |    |                      |                     |          |          |          |      |            |

### Corrida
| Pos.   | Nº | Piloto               | Construtor          | Voltas | Tempo/Diferença | Grid | Pontos |
| ------ | -- | -------------------- | ------------------- | ------ | --------------- | ---- | ------ |
| 1      | 2  | Felipe Massa         | Ferrari             | 70     | 1:31:50.245     | 2    | 10     |
| 2      | 1  | Kimi Räikkönen       | Ferrari             | 70     | + 17.984        | 1    | 8      |
| 3      | 11 | Jarno Trulli         | Toyota              | 70     | + 28.250        | 4    | 6      |
| 4      | 23 | Heikki Kovalainen    | McLaren-Mercedes    | 70     | + 28.929        | 10   | 5      |
| 5      | 4  | Robert Kubica        | BMW Sauber          | 70     | + 30.512        | 5    | 4      |
| 6      | 10 | Mark Webber          | Red Bull-Renault    | 70     | + 40.304        | 6    | 3      |
| 7      | 6  | Nelson Piquet Jr.    | Renault             | 70     | + 41.033        | 9    | 2      |
| 8      | 5  | Fernando Alonso      | Renault             | 70     | + 43.372        | 3    | 1      |
| 9      | 9  | David Coulthard      | Red Bull-Renault    | 70     | + 51.021        | 7    |        |
| 10     | 22 | Lewis Hamilton       | McLaren-Mercedes    | 70     | + 54.538        | 13   |        |
| 11     | 12 | Timo Glock           | Toyota              | 70     | + 57.700        | 8    |        |
| 12     | 15 | Sebastian Vettel     | Toro Rosso-Ferrari  | 70     | + 58.065        | 12   |        |
| 13     | 3  | Nick Heidfeld        | BMW Sauber          | 70     | + 1:02.079      | 11   |        |
| 14     | 17 | Rubens Barrichello   | Honda               | 69     | + 1 volta       | 20   |        |
| 15     | 8  | Kazuki Nakajima      | Williams-Toyota     | 69     | + 1 volta       | 15   |        |
| 16     | 7  | Nico Rosberg         | Williams-Toyota     | 69     | + 1 volta       | 19   |        |
| 17     | 14 | Sébastien Bourdais   | Toro Rosso-Ferrari  | 69     | + 1 volta       | 14   |        |
| 18     | 21 | Giancarlo Fisichella | Force India-Ferrari | 69     | + 1 volta       | 17   |        |
| 19     | 20 | Adrian Sutil         | Force India-Ferrari | 69     | + 1 volta       | 18   |        |
| Ret    | 16 | Jenson Button        | Honda               | 16     | Colisão         | 16   |        |
| Fonte: |    |                      |                     |        |                 |      |        |

## Tabela do campeonato após a corrida
| Pos.   | Piloto         | Pontos |
| ------ | -------------- | ------ |
| 1      | Felipe Massa   | 48     |
| 2      | Robert Kubica  | 46     |
| 3      | Kimi Räikkönen | 43     |
| 4      | Lewis Hamilton | 38     |
| 5      | Nick Heidfeld  | 28     |
| Fonte: |                |        |

| Pos.   | Construtor       | Pontos |
| ------ | ---------------- | ------ |
| 1      | Ferrari          | 91     |
| 2      | BMW Sauber       | 74     |
| 3      | McLaren–Mercedes | 58     |
| 4      | Red Bull-Renault | 24     |
| 5      | Toyota           | 23     |
| Fonte: |                  |        |

- Nota: Somente as primeiras cinco posições estão listadas.